# پیمان جبلی
پیمان جبلی (زادهٔ ۱۳۴۵ در شمیران) دیپلمات ایرانی و رئیس سازمان صدا و سیمای جمهوری اسلامی ایران است. جبلی ۷ مهر ۱۴۰۰ با حکم سید علی خامنه‌ای به عنوان رئیس سازمان صدا و سیما منصوب شد. او پیش از این مدیریت معاونت برون‌مرزی سازمان صدا و سیما را برعهده داشت.
۲۵ آبان ۱۴۰۱ وزارت خزانه‌داری ایالات متحده پیمان جبلی را به اتهام پخش اعتراف اجباری از بازداشت‌شدگان تحریم کرد. در ۲۱ آذر ۱۴۰۱ پیمان جبلی به دلیل نقض فاحش حقوق بشر در ایران در فهرست تحریم‌های اتحادیه اروپا قرار گرفت.

## زندگی
سال ۱۳۴۵ در شمیران به دنیا آمد. وی تحصیلاتش را در دبیرستان نیکان به پایان رساند. جبلی کارشناس و تحلیلگر مسائل سیاسی است که سال‌ها کارمند صداوسیما بوده و در معاونت سیاسی، مسئولیت‌های مختلفی در بخش خبر داشته. او در سال ۱۳۷۲ فارغ‌التحصیل کارشناسی ارشد رشته معارف اسلامی و تبلیغ از دانشگاه امام صادق شد و سال ۱۳۸۳ مدرک دکترای فرهنگ و ارتباطات را دریافت کرد.
جبلی قبل از پست معاونت برون مرزی صداوسیما، عضو هیئت علمی دانشگاه صداوسیما، معاون سیاسی (خبر) صداوسیما، دبیر اخبار خارجی بخش شامگاهی رادیو، دبیر اخبار خارجی و داخلی اخبار تلویزیون، سردبیر اخبار سراسری شبکه ۲ سیما، مدیرکل اخبار داخلی واحد مرکزی خبر، مدیرکل اخبار شبکه العالم، مدیر دفتر شبکه العالم در بیروت، معاون رسانه‌ای دبیر شورای عالی امنیت ملی در زمان تصدی سعید جلیلی، سفیر جمهوری اسلامی ایران در تونس بود.
پیمان جبلی سه برادر دارد. یکی از برادرهای او جراح است که پسرش (محمدامین جبلی) را در پرواز شماره ۷۵۲ هواپیمایی بین‌المللی اوکراین از دست داده است. میثم و برادر دیگر او بعد از این رخداد ایران را ترک کرده و در خارج از کشور پناهجو هستند.

## تحریم‌ها
در ۱۳ اکتبر ۲۰۲۲ دولت کانادا اعلام کرد تحریم‌های جدیدی علیه ۱۷ شخص و ۳ نهاد از مقامات سابق و فعلی جمهوری اسلامی ایران وضع کرده است که نام پیمان جبلی در بین این اسامی است.
 چهارشنبه ۲۵ آبان ۱۴۰۱ وزارت خزانه‌داری ایالات متحده دو «بازجو-خبرنگار» و چهار مقام ارشد صداوسیمای جمهوری اسلامی ایران از جمله پیمان جبلی را به بهانه پخش صدها اعتراف اجباری از بازداشت‌شدگان تحریم کرد.
 دوشنبه ۲۱ آذر ۱۴۰۱ اتحادیه اروپا، همزمان با اعدام دو جوان بازداشت شده در اعتراضات سه ماه اخیر ایران با حکم دادگاه‌های جمهوری اسلامی، ۲۰ شخص حقیقی از جمله پیمان جبلی و سازمان صداوسیمای جمهوری اسلامی را به‌دلیل نقض فاحش حقوق بشر در فهرست تحریم‌های خود قرار داد.